# Синко
Синко (на френски: Sinko) е град и субпрефектура в Южна Гвинея, регион Нзерекоре, префектура Бейла. Населението на общината през 2014 година е 80 248 души.

## Населени места
Общината има 31 населени места:
- Баладугу (на френски: Baladougou)
- Бендугу (на френски: Bendougou)
- Берингуа (на френски: Béringoua)
- Биаджимадугу (на френски: Biadjimadougou)
- Бирамаду Бада (на френски: Biramadou Bada)
- Бирамадугу (на френски: Biramadougou)
- Диани (на френски: Diani)
- Диодугу (на френски: Diodougou)
- Джимедугу (на френски: Djimédougou)
- Дугбе (на френски: Dougbé)
- Камородугу (на френски: Kamorodougou)
- Касемандугу (на френски: Kassémandougou)
- Корона (на френски: Korona)
- Куеро (на френски: Kouéro)
- Мамадидугу (на френски: Mamadidougou)
- Мандугу (на френски: Mandougou)
- Морибафиндугу (на френски: Moribafindougou)
- Ниансомородугу (на френски: Niansomorodougou)
- Самба (на френски: Samba)
- Сенко (на френски: Senko)
- Соридугу (на френски: Soridougou)
- Субакурудугу (на френски: Soubakouroudougou)
- Суледугу (на френски: Soulédougou)
- Су (на френски: Sué)
- Фаракоро (на френски: Farakoro)
- Фелу (на френски: Félou)
- Феребадугу (на френски: Férébadougou)
- Фередугу (на френски: Férédougou)
- Ферегбедугу (на френски: Férégbédougou)
- Феремандугу (на френски: Férémandougou)